# Station Dölsach
Station Dölsach is een spoorwegstation aan de Drautalspoorlijn in de gemeente Dölsach (Oostenrijk-Oost-Tirol).